# Jakob Heilmann

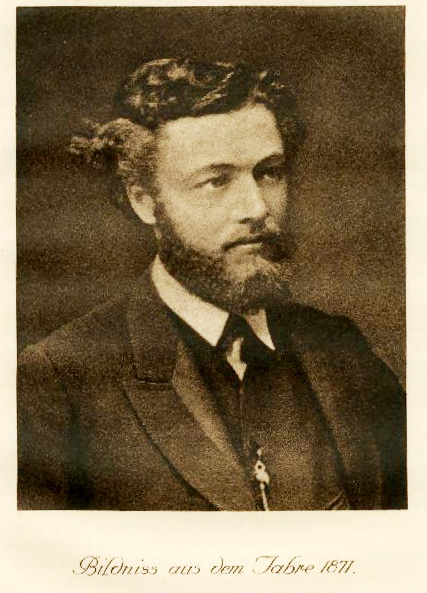
Jakob Heilmann

Jakob Heilmann (* 21. August 1846 in Geiselbach (Unterfranken); † 15. Februar 1927 in München) war ein deutscher Architekt, Terrainentwickler und Bauunternehmer.

## Leben
Als Sohn des Glaser- und Schreinermeisters Peter Heilmann (1811–1888) und seiner Frau Margarethe, geborene Pfaff (1817–1878), besuchte Jakob Heilmann die Baugewerkschule München und legte mit 19 Jahren die Abschlussprüfung ab. Er hospitierte ein Semester am Polytechnikum Zürich, wo er als Techniker beim Bahnhofbau beschäftigt war. Nach kurzer Tätigkeit in Aschaffenburg ging er nach Berlin, um sich im Meisteratelier des Schinkel-Schülers Martin Gropius sowie an der Berliner Bauakademie fortzubilden.
Etwa 1868 kehrte er nach Bayern zurück und widmete sich dem Eisenbahnbau, zunächst als Angestellter. Er war beteiligt an Bahnhofsbauten in München, dem Südbahnhof und dem Ostbahnhof, und in Neumarkt in der Oberpfalz. Ab dem Jahr 1871, das deshalb als Geburtsjahr des Baugeschäftes J. Heilmann gilt, baute er die Eisenbahnlinien Obertraubling-Köfering-Eggmühl, Warngau-Schaftlach-Reichersbeuern-Tölz, Vilseck-Weiden, Nördlingen-Dinkelsbühl auf eigene Rechnung.
1877 ließ er sich in München nieder und widmete sich dem Hochbau. 1892 trat sein Schwiegersohn Max Littmann in das Baugeschäft ein, wodurch die offene Handelsgesellschaft (oHG) Heilmann & Littmann entstand, die später in eine Gesellschaft mit beschränkter Haftung (GmbH) umgewandelt wurde. Das Immobiliengeschäft wurde durch die Heilmann’sche Immobilien-Gesellschaft AG und diverse Terraingesellschaften betreut.

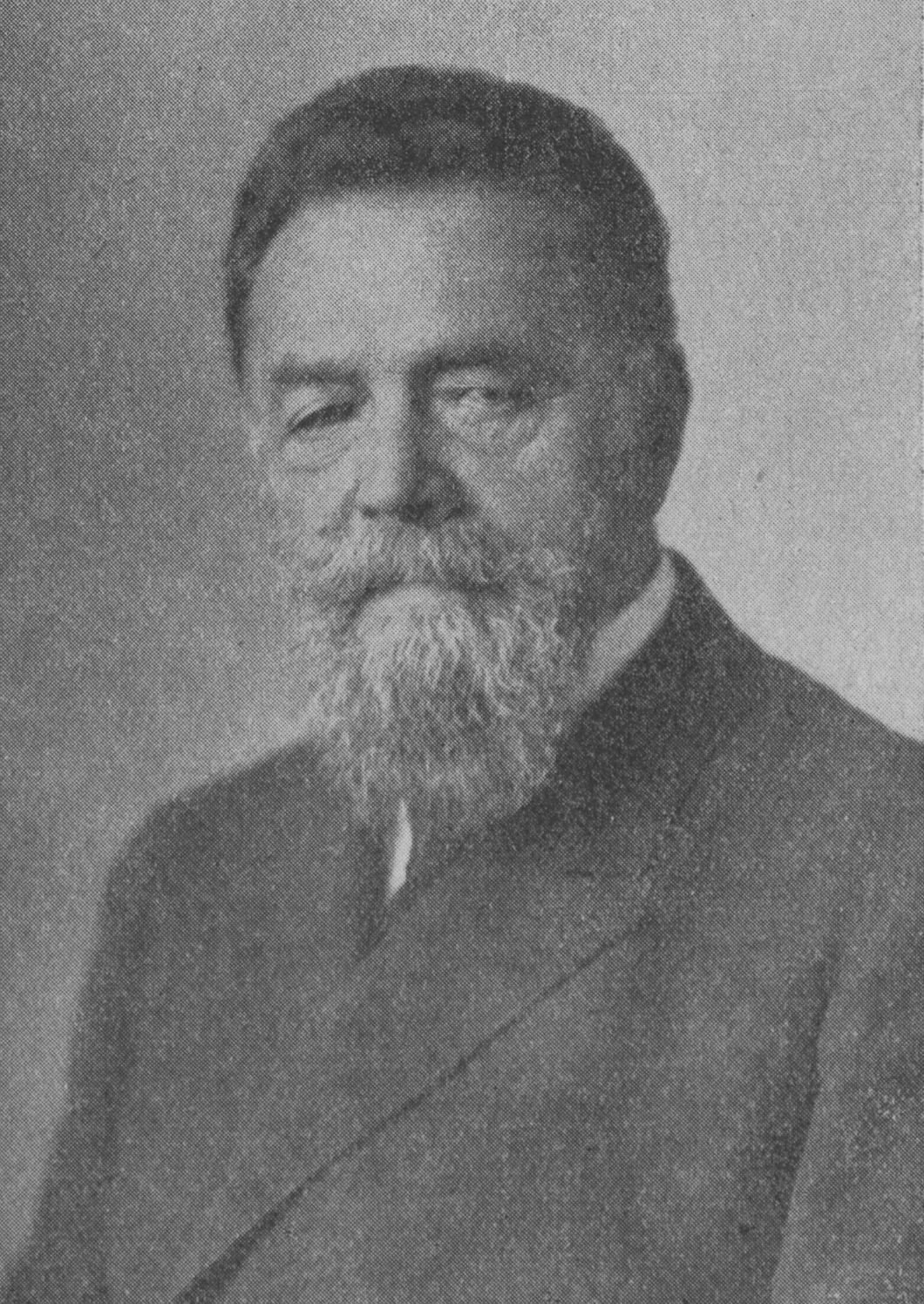
Jakob Heilmann, um 1926

Die Firma war besonders im Einfamilienhaus- und Villenbau tätig, u. a. in den Münchner Stadtteilen Gern, Bogenhausen, Solln und Prinz-Ludwigshöhe. 
Pracht- und Großbauten von Heilmann & Littmann waren in München die Schackgalerie, das Prinzregententheater, das Verlagshaus der Münchener Neuesten Nachrichten, der Hofbräuhaus-Neubau, sowie diverse Kur- und Warenhäuser. Auch die Gründung des Elektrizitätsversorgers Isarwerke GmbH geht auf Jakob Heilmann zurück.
Nach dem Ausscheiden der Partner Max Littmann und Richard Reverdy 1908 und 1909 traten seine Söhne Albert und Otto in das Bauunternehmen ein, Jakob Heilmann schied erst bei seinem Tod 1927 aus. Er ruht auf dem alten Teil des Münchener Waldfriedhofes.

## Politische Rolle
Nach eigener Aussage war Heilmann seit seiner Jugendzeit politisch aktiv und wurde anlässlich des Deutschen Krieges ein Parteigänger Bismarcks, der die Einigung des Deutschen Reiches voranbrachte. Als Freihandelsgegner trat Heilmann von der Nationalliberalen Partei zur Konservativen über.
1884 kandidierte er – als Zählkandidat, wie er sich ausdrückte – im Wahlkreis Oberbayern 2 (München) für die Konservative Partei zum Deutschen Reichstag, vermutlich um eine Wiederwahl des für das Zentrum kandidierenden Stadtpfarrers Anton Westermayer zu verhindern und stattdessen dem SPD-Politiker Georg von Vollmar das Mandat zu verschaffen.
Heilmann bedauerte den wachsenden deutsch-englischen Gegensatz vor dem Ersten Weltkrieg. Daher gehörte er einer deutsch-englischen Verständigungskommission um den Münchner Anglisten und Universitätsprofessor Ernst Sieper und den britischen Kriegsminister und späteren Lordkanzler Richard Haldane an, richtete auch einen Begrüßungsabend für die englischen Gäste auf seiner Burg Schwaneck aus und nahm am anschließenden Gegenbesuch in London teil. Nach dem Ersten Weltkrieg gehörte er der Deutschnationalen Volkspartei an (die Radikalisierung unter dem Vorsitz Hugenbergs erlebte er nicht mehr), unterstützte aber auch andere von ihm als staatstragend angesehene Parteien.

## Familie
Jakob Heilmann heiratete 1870 Ida Katharina, geborene Rosipal (1850–1879). Aus dieser Ehe entstammten die Söhne Karl (1873–1897) und Heinrich (1876–1879) sowie die Tochter Ida, die mit Littmann verheiratet war. In zweiter Ehe heiratete er 1880 Josefine, geborene Hierl (1860–1926). Aus dieser Ehe stammten die Kinder Paula Josefine (1880–1967), Josefine Anna (1882–1977), Friederike Jacobine Frieda (1883–1977), Priska (1885–1887), Albert Max (1886–1949), Otto (1888–1945), Elisabeth (1890–1890) und Irene Pauline Maria Margarete (1895–1990).

## Ehrungen
- 1901 Königlich Bayerischer Kommerzienrat
- 1912 Königlich Bayerischer Geheimer Kommerzienrat
- 1897 Verdienstorden vom Heiligen Michael IV. Klasse
- 1899 Ludwigsmedaille, Abteilung für Industrie
- 1912 Ritterkreuz des Ordens der Württembergischen Krone
- 1898 Ehrenbürger von Geiselbach[3]
- 1923 Ehrenbürger von Freihung

## Schriften
- Anregung zur Gründung eines Bauvereins in Aschaffenburg. In: Intelligenzblatt. Beiblatt zur Aschaffenburger Zeitung, 28.–31. März 1868, Nr. 124–127.
- Ausgeführte Bauten von Heilmann und Littmann, München. Bruckmann, München o. J.
- Familienhäuser-Colonie Nymphenburg-Gern. Ein praktischer Versuch zur Lösung der volkswirthschaftlichen Frage des Familienhauses. Werner, München o. J.
- Das Königliche Theater in Bad Kissingen erbaut von Heilmann & Littmann, München. Heilmann’sche Immobilien-Gesellschaft, München 1905.
- München in seiner baulichen Entwicklung: ein Blick in deren Vergangenheit, Gegenwart und Zukunft. Kellerer, München 1881.
- Der Saalbau der Brauerei zum Münchner Kindl, von Heilmann und Littmann. Mühlthaler, München 1899.
- Saalbau der Brauerei zum Bayerischen Löwen in München, entworfen und ausgeführt vom Baugeschäft Heilmann und Littmann in München. Mühlthaler, München 1900.
- Vorschläge als nothwendige Grundlage für die bessere Gestaltung und Entwicklung des Straßennetzes und der hauptsächlichen Verkehrsadern der Stadt München. (Druckschrift)
- Wald-Villen-Colonie Prinz Ludwigshöhe. München 1924/25.
- Zwei Münchener Warenhausbauten. Auszug aus der Denkschrift gelegentlich der Fertigstellung des Kaufhauses Oberpollinger und des Warenhauses Hermann Tietz in München. München um 1905